# Marta Ivanšek
Marta Ivanšek (dekliški priimek Ravnikar), slovenska arhitektka, * 1920, Ljubljana, † 2009, Vrhnika.

## Življenje in delo
Leta 1951 je diplomirala na Univerzi v Ljubljani. Njen mentor je bil Jože Plečnik. Po diplomi je delala v podjetju Dom in v podjetju Slovenija projekt. Od leta 1954 do 1959 je delala na Švedskem.  Po vrnitvi se je zaposlila na Urbanističnem inštitutu nato pa sta z možem Francetom Ivanškom ustanovila samostojni Studio za stanovanje in opremo, kasnejši Ambient d.o.o.. Leta 1986 je skupaj z možem prejela nagrado IKEA. Bila je sestra prof. Edvarda Ravnikarja. Skupaj z možem sta nabolj je znana po urbanistični zasnovi – zazidalnem načrtu naselja Murgle v Ljubljani. 